# Саид аль-Андалуси
Саид аль-Андалуси (араб. صاعِدُ الأندلسي‎) (1029, Альмерия – 6 июля 1070, Толедо) — арабский историк, астроном, математик и кади андалузского Толедо. Автор знаменитой биографической энциклопедии науки, которая быстро обрела популярность во всём исламском мире.

## Биография
Саид аль-Андалуси родился в Альмерии в Аль-Андалусе во времена династии Зулнунидов. Происходил из арабского племени Таглиб. В начале XI века в Аль-Андалусе шла гражданская война, начавшаяся после смерти Аль-Мансура, из-за чего его семья бежала из Кордовы, чтобы найти убежище в Альмерии. Его дед был кади Сидонии, а его отец был кади Толедо, пока он не умер в 1057 году, когда Саид стал его преемником.
Он обучался в Альмерии, Кордобе и Толедо арабскому, арабской литературе, юриспруденции и тафсиру. Его учитель, Абу Исхак Ибрагим ибн Идрис ат-Таджиби, привил ему интерес к математике и астрономии, в которых Саид преуспел. Будучи кади (верховным судьёй) Толедо при Яхье аль-Кадире, он продолжил свою работу и написал несколько научных работ, которые внесли вклад в Толедские таблицы, в том числе исправил ошибки в астрономических таблицах аль-Хорезми. Саид преподавал и руководил астрономическими исследованиями группы молодых студентов, производителей точных инструментов, астрономов и учёных, в том числе знаменитого аз-Заркали, и поощрял их изобретать. Он собрал вокруг себя группу, известную как двенадацть мудрецов. Их исследования также внесли вклад в Толедские таблицы. Ибн аль-Вафид пользовался его поддержкой в исследованиях по сельскому хозяйству и фармакологии.